# (541064) 2018 CP15
(541064) 2018 CP15 es un asteroide perteneciente al cinturón de asteroides descubierto el 9 de febrero de 2007 por el equipo del Catalina Sky Survey desde el Catalina Sky Survey, Arizona, Estados Unidos.

## Designación y nombre
Designado provisionalmente como 2018 CP15.

## Características orbitales
2018 CP15 está situado a una distancia media del Sol de 3,097 ua, pudiendo alejarse hasta 3,511 ua y acercarse hasta 2,683 ua. Su excentricidad es 0,133 y la inclinación orbital 10,05 grados. Emplea 1991,48 días en completar una órbita alrededor del Sol.

## Características físicas
La magnitud absoluta de 2018 CP15 es 16,1. 